# زينة (فلم)
زينة، فيلم سوري من إخراج وتأليف معن جمعة، عُرِض عام 2018.

## قصة الفيلم
يتحدث الفيلم عن جندي في الجيش السوري يتعرض لإصابة جسدية تمنعه من مغادرة المكان، وتستطيع زوجته الوصول إليه، فتراقبهم عين الكاميرا في حصارٍ يدوم لعشرة أيام، ويسلط الضوء أيضاً على دور المرأة في الحروب، وقدرتها على خلق الحياة والفرح حتى في الأماكن الميتة والمهدمة.

## عن الفيلم
يندرج ضمن أنواع السينما الواقعية، واستغرق التحضير لإعداده مدة سنة كاملة تخللها فترة إعداد للممثلين المشاركين في «مدرسة الفن» وتدريبهم على فهم المشهد والنص والخلفية رغم احترافيتهما العالية.
وبحسب المخرج العملية الأصعب كانت هي كيفية تحويل غرفة بوسط البلد إلى مكان محروق ومهدم "واستعنّا بالسينوغراف هاني جبور الذي نفذها خلال شهر ونصف، حتى أصبح جاهزاً لتنفيذ مشاهد الحصار.
زينة فيلم روائي طويل، يتبع الموجة الفرنسية الجديدة، المتأثرة بالمدرسة الواقعية الايطالية، قائم إخراجياً على استجواب السينما لنفسها، فالمخرج معن الجمعة كوَّنَ فكرته الإخراجية قبل السيناريو، واتجه نحو السرد المعتمد على مشاهد الفلاش باك، ليكون ما وثقته كاميرا بطلة الفيلم (زينة) علياء سعيد من يوميات متفاوتة بين الأمل والحب والألم، جمعتها بزوجها (ممدوح) لجين إسماعيل، هي الإيقاع الفكري والوجداني المعتمد بصرياً لصناعة الفيلم ورؤيته الإخراجية
فالكاميرا بشكلها المباشر، وثقت حكاية الفيلم بتراتبية مدروسة، واستطاع المخرج ببساطة فرضيته تقديم حبكة متقنة لقصته، التي كرَّسها لخدمة قضيته، فالمرأة بجمالها وعنفوانها وإخلاصها، هي قضية المخرج، و (زينة) المرأة السورية العاشقة لزوجها، والمخلصة حد الاندفاع لنجدته في حصاره، هي الأيقونة السورية التي يحتفي بها المخرج.

## مخرج ومؤلف الفيلم
بداية المخرج كانت مع فيلمي الكاميرا المنزلية هما «شمس العيد» و«أنثى»، ثم أنجز فيلمه القصير «فاصلة» ضمن مشروع دعم سينما الشباب للأفلام القصيرة الذي تُعنى به المؤسسة العامة للسينما.

## طاقم العمل

### الفريق الفني والتقني
- تأليف: معن جمعة
- إخراج: معن جمعة
- سينوغراف: هاني جبور

### الممثلون
- لجين اسماعيل: بدور ممدوح
- علياء سعد: بدور زينة زوجة ممدوح.